# Calamoneta
Genre
Calamoneta est un genre d'araignées aranéomorphes de la famille des Cheiracanthiidae.

## Distribution
Les espèces de ce genre se rencontrent en Australie et en Indonésie.

## Liste des espèces
Selon World Spider Catalog (version 25.5, 02/10/2024) :
- Calamoneta cullenae Raven & Hebron, 2024
- Calamoneta djojosudharmoi Deeleman-Reinhold, 2001
- Calamoneta eungella Raven & Hebron, 2024
- Calamoneta flavigena Raven & Hebron, 2024
- Calamoneta micrognatha Raven & Hebron, 2024
- Calamoneta urata Deeleman-Reinhold, 2001

## Systématique et taxinomie
Ce genre a été décrit par Deeleman-Reinhold en 2001 dans les Clubionidae. Il est placé dans les Miturgidae, dans les Eutichuridae par Ramírez en 2014 puis dans les Cheiracanthiidae par Ono et Ogata en 2018.

## Publication originale
- Deeleman-Reinhold, 2001 : Forest spiders of South East Asia: with a revision of the sac and ground spiders (Araneae: Clubionidae, Corinnidae, Liocranidae, Gnaphosidae, Prodidomidae and Trochanterriidae. Brill, Leiden, p. 1-591.